# Sigaus villosus
Sigaus villosus är en insektsart som först beskrevs av John Tenison Salmon 1950.  Sigaus villosus ingår i släktet Sigaus och familjen gräshoppor. Inga underarter finns listade i Catalogue of Life.

## Bildgalleri

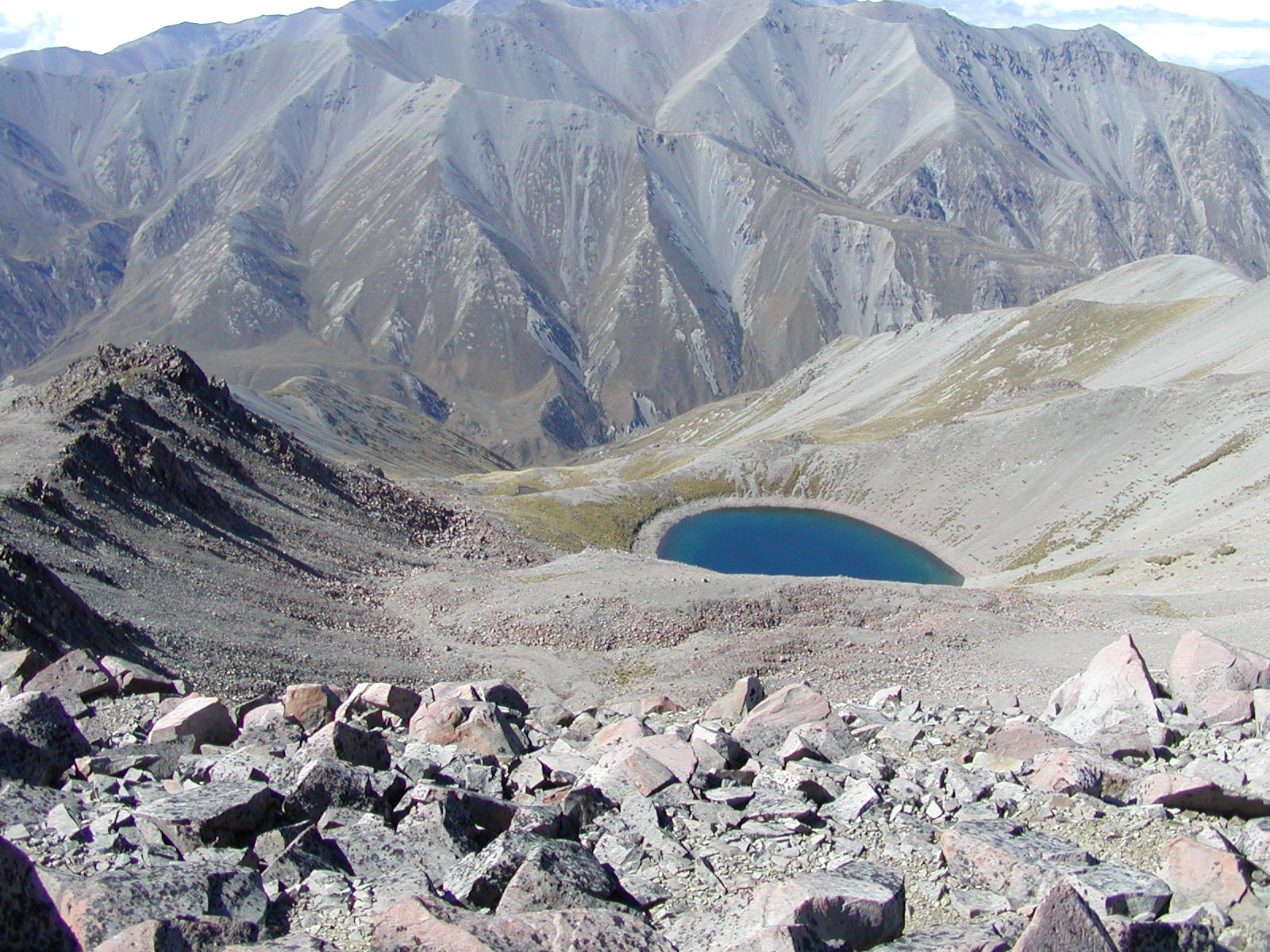